# Dottore (Wolfgang Lehmann)

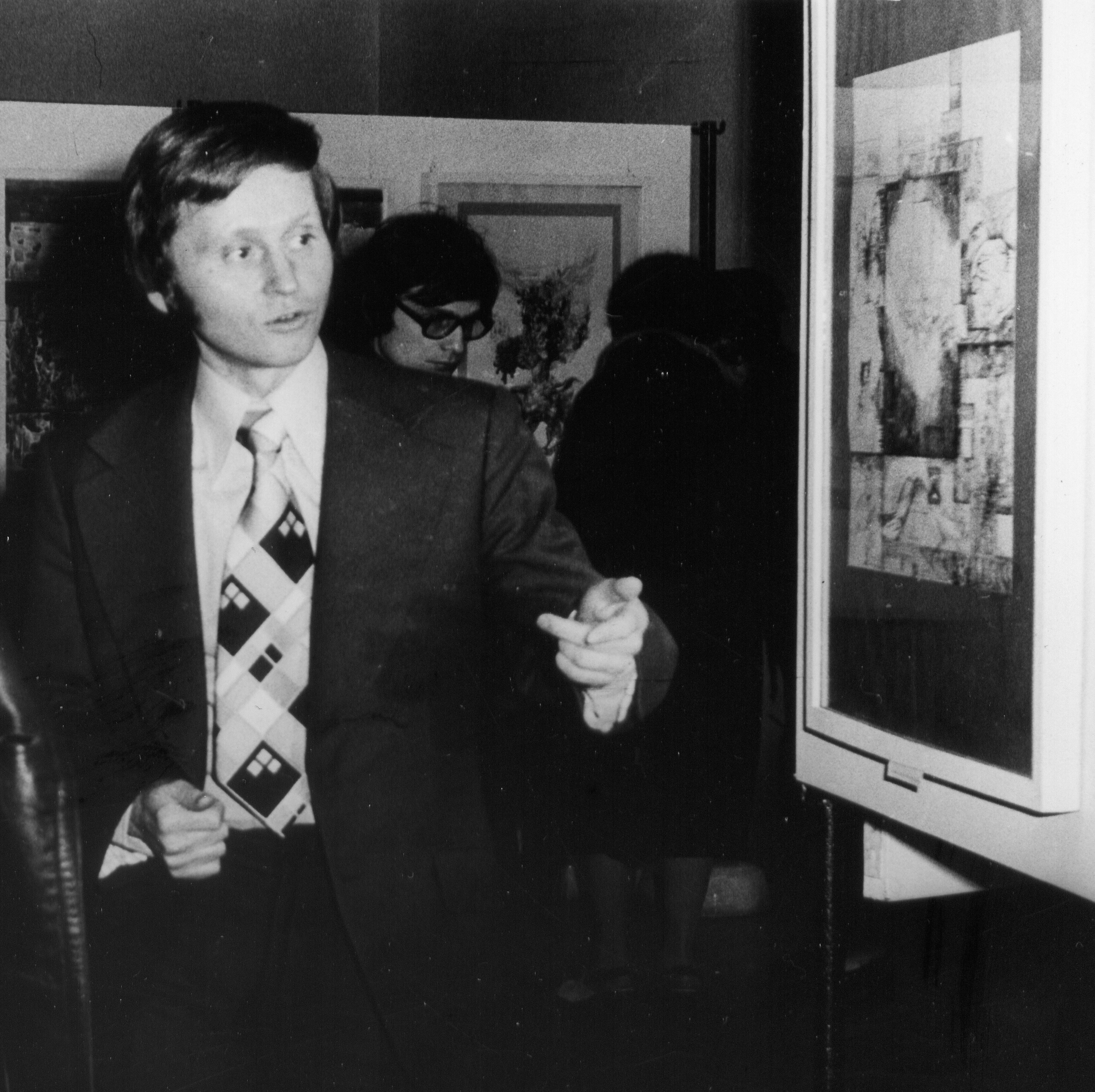
Dottore in seiner Ausstellung im Zentralinstitut für Kernforschung Rossendorf 1975

Dottore (* 11. März 1935 in Dresden; † 20. Dezember 2009 in Hamburg), eigentlich Wolfgang Lehmann, auch Wolfgang G. Lehmann oder Gerhard Wolfgang Lehmann, war ein deutscher Arzt, Zeichner, Maler und Grafiker.

## Leben und Wirken als Arzt

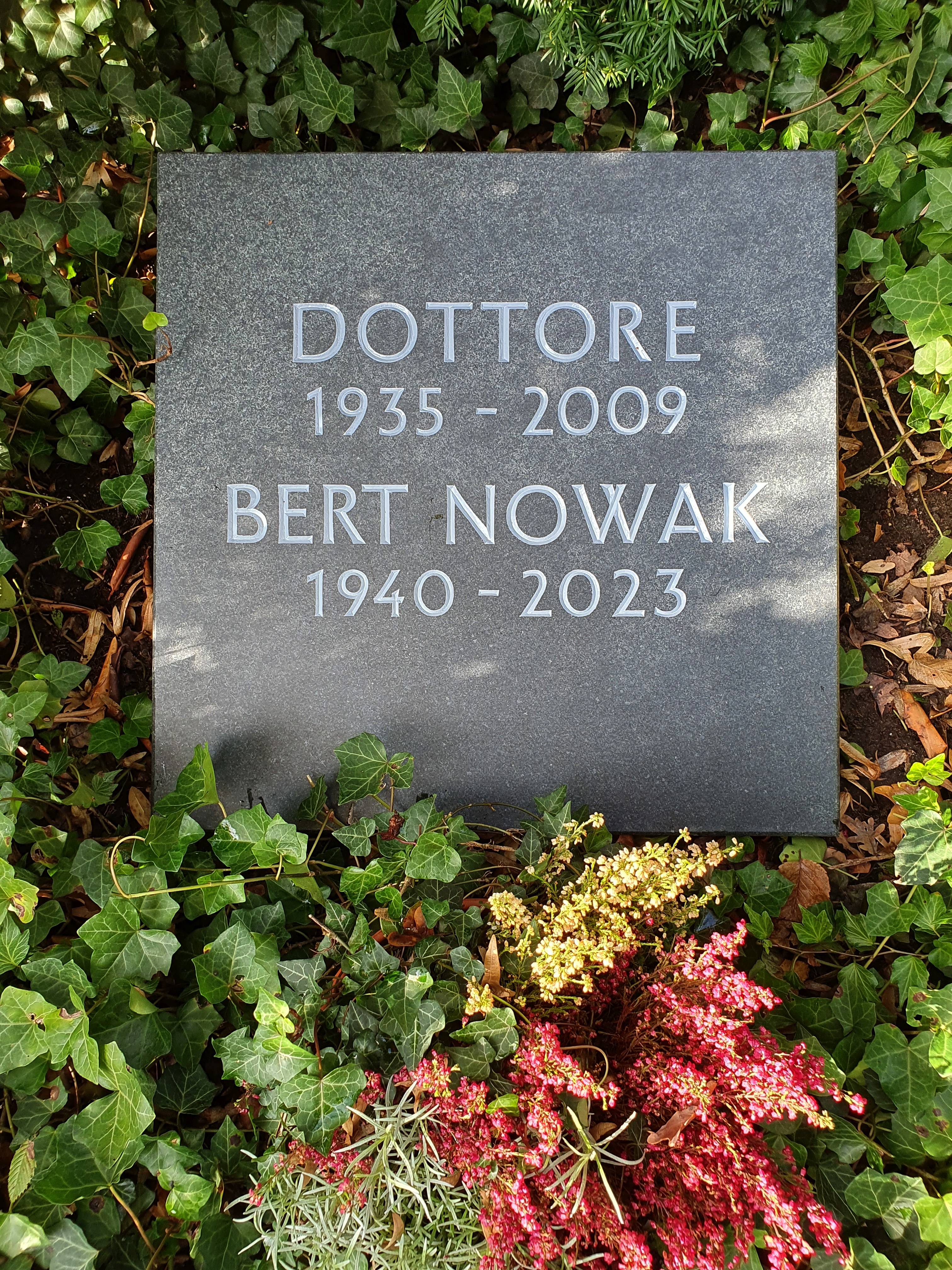
Grab von Dottore und seinem Lebenspartner Bert Nowak auf dem Loschwitzer Friedhof

Lehmanns Vater ist im Krieg verschollen, seine Mutter starb bereits im Jahr 1948. Zu seinen Vorfahren zählt der  Staatsmann Bernhard von Lindenau, der den ersten Entwurf der Sächsischen Verfassung von 1831 verfasst hatte. Von Lindenau war auch Sammler alter italienischer Kunst, die heute im nach ihm benannten Museum in Altenburg zu sehen ist. Lehmann absolvierte die Kreuzschule in Dresden und studierte von 1953 bis 1958 Medizin in Halle (Saale) und Dresden. 1960 wurde er zum Dr. med. promoviert. Von 1960 bis 1964 leitete er als Facharzt für Allgemeinmedizin das Landambulatorium in Neschwitz. 1964 wechselte er nach Dresden und schloss 1969 eine Qualifikation zum Facharzt für Kinderkrankheiten ab. Im Krankenhaus Dresden-Friedrichstadt, dem heutigen Städtischen Klinikum Dresden, baute er u. a. die erste Neugeborenenstation auf. 1965 reiste er nach China, 1966 nach Usbekistan und 1976 durch den Kaukasus. Von 1970 bis 1981 übernahm er leitende Funktionen in der Pädiatrie, ebenfalls am Krankenhaus Dresden-Friedrichstadt. Ab 1981 häuften sich die Konflikte mit dem DDR-Regime, so dass er einen Ausreiseantrag stellte. Dieser wurde 1984 genehmigt und er ließ sich in Hamburg nieder. Dort eröffnete er 1985 eine eigene Praxis als Kinderarzt, die er bis 1996 betrieb, und ein Praxisatelier. Er starb 2009 in Hamburg und wurde auf dem Loschwitzer Friedhof in Dresden beigesetzt.

## Künstlerisches Schaffen
Bekannt wurde Lehmann als Maler und Grafiker unter dem Künstlernamen Dottore, den ihm der Kunstwissenschaftler Werner Schmidt scherzhaft gab und den Lehmann als Pseudonym übernahm. Schmidt erwarb bereits 1972 erste Arbeiten für das Kupferstichkabinett Dresden. Der Kunstkritiker Fritz Löffler schrieb: Dottore (…) ist kein malender Arzt, sondern ein Arzt und bildender Künstler. Lehmann selbst nannte als Schlüsselerlebnis, das ihn zum aktiven Zeichnen führte, die Beschäftigung mit den Zeichnungen Goethes, die er als 17-Jähriger in Weimar zum ersten Mal sah. Das Studium der klassischen und modernen Malerei war selbstverständliche Voraussetzung für seine gesamte künstlerische Entwicklung. Als Künstler war Dottore Autodidakt, stand aber in engem Austausch mit Malern und Zeichnern wie Albert Wigand ab 1955, Gerhard Altenbourg und Carlfriedrich Claus.
Bereits Ende der 1960er Jahre zählte er zu den bekanntesten Künstlern in Dresden. Es entstanden „Psychografische Köpfe“, Federzeichnungen, die das Schicksal alter und einsamer Menschen zeichnerisch einfangen und Betroffenheit auslösen. Sie haben aber nicht nur pessimistische, sondern auch ironische Aspekte. In dieser Zeit entstanden auch Landschaftsbilder, zum Beispiel Friedhof mit Landschaft. In manchen Landschaften ist der Einfluss Chinas deutlich zu spüren. Ein Hauptwerk dieser Jahre ist Louis XIV, eine relativ große Federzeichnung in Tusche mit Collage und Vergoldung.
Seine ersten Einzelausstellungen hatte er 1973 in der Kunstausstellung Kühl in Dresden und 1975 im Zentralinstitut für Kernforschung Rossendorf. Diese Ausstellung wurde von dem Physiker und Kunstfreund Reinhard Koch initiiert, der auch zum Kunstgespräch in Rossendorf geladen hatte. Er schrieb 2005: Das Kunstgespräch leitete Fritz Löffler, der väterliche Freund von Dottore. Während dieses Gesprächs kam es zu einer scharfen Kontroverse zwischen dem Leiter der Kontrollgruppe in Rossendorf, der in Dottores Zeichnungen den »glücklichen alten Menschen« nicht finden konnte. Ab 1976 war Dottore Kandidat, ab 1979 Mitglied des Verbandes Bildender Künstler der DDR. Mentoren waren Albert Wigand und der bekannte Maler Hermann Glöckner, mit dem Dottore auch freundschaftlich verbunden war.
Viele Arbeiten von Dottore der 1970er Jahre sind mit Tusche und Feder gezeichnet worden. Daneben entstanden große sogenannte Meditationsscheiben, Tondi in Öl auf Linoleum. Er benutzte aber auch Latex und Acrylfarben auf Hartfaserplatte. Er widmete sich auch der Druckgrafik, dem Linolschnitt und verschiedenen Frottagetechniken, Abreibungen Weiß auf Schwarz und Schwarz auf Weiß. Arbeiten Dottores befinden sich in zahlreichen öffentlichen Sammlungen, u. a. im Kupferstichkabinett Dresden. Die meisten Bilder von Dottore sind in Privatbesitz.
2020 übergab Bert Nowak (83-jährig am 2. Juni 2023 verstorben), der Lebenspartner von Dottore, dem Sorbischen Museum Bautzen zwei Zeichnungen, die während der Tätigkeit als Arzt im Ambulatorium in Neschwitz entstanden sind. Bereits 2012 erhielt das Sorbische Museum eine Schenkung Nowaks aus dem Nachlass Dottores, Zeichnungen und eine Skulptur.

## Guttismus
Aus seiner Erfahrung in der Medizin entwickelte Dottore ein spezielles Malverfahren, eine Tropfentechnik, die er Guttismus nannte, abgeleitet vom lateinischen Wort „gutta“ für Tropfen. Dazu verwendete er Injektions- und Lumbalpunktionskanülen. Die Farbe wird auf den Malgrund getropft und erhärtet in leicht erhabenen Punkten und Linien. Das Werk wird dadurch reliefartig und erzeugt je nach Tageszeit und Lichteinfall unterschiedliche Stimmungen.

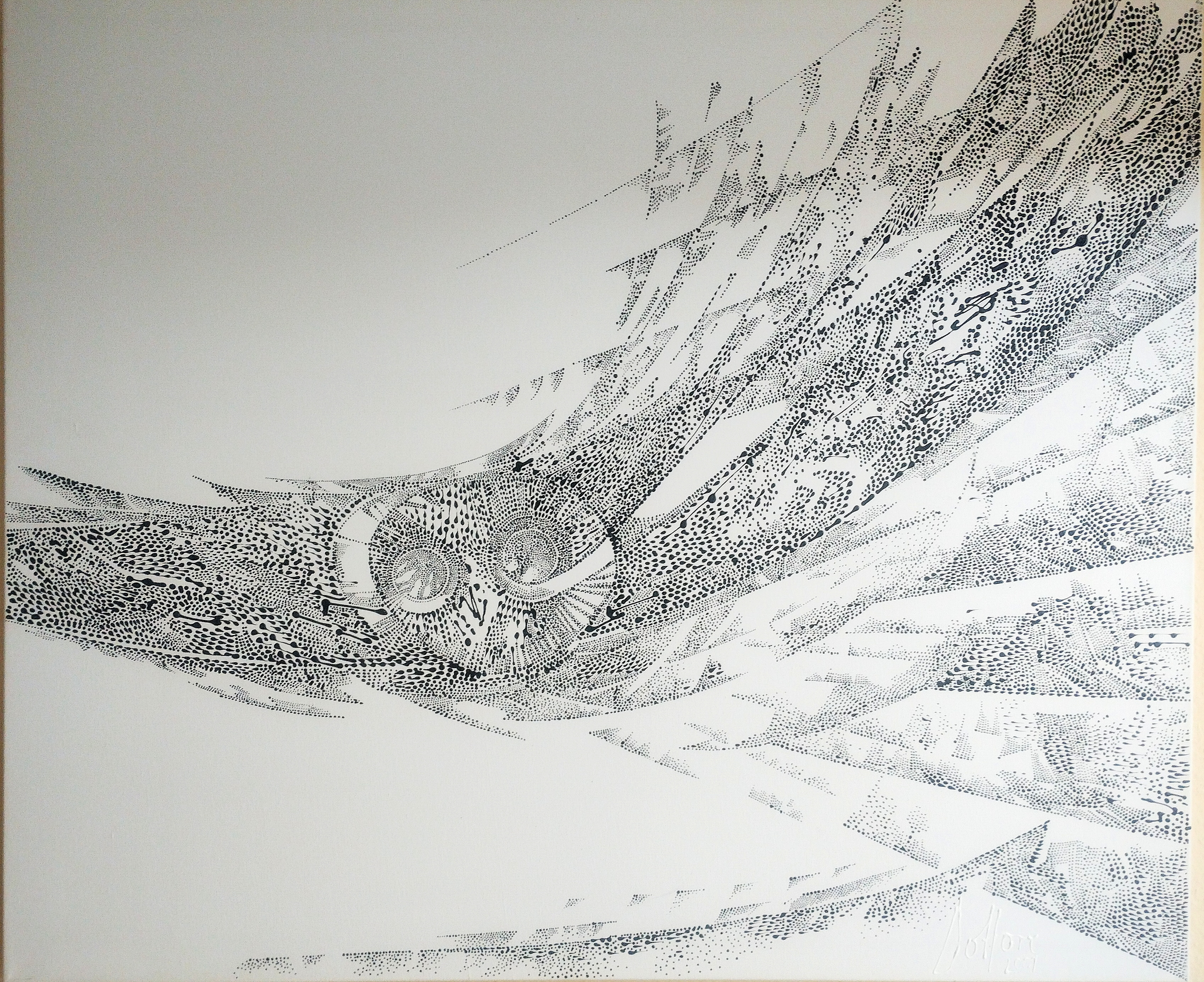
Flugeule, 2007, Hauptvertreter von Dottores Stil des Guttismus

## Einzelausstellungen (Auswahl)
- 1973: Kunstausstellung Kühl Dresden
- 1974: Staatstheater Großes Haus Dresden
- 1975: Zentralinstitut für Kernforschung Rossendorf. Eröffnung durch Fritz Löffler
- 1979: Galerie Nord Dresden. Eröffnung durch Fritz Löffler
- 1979: Galerie Oben Karl Marx Stadt
- 1979: Galerie Arkade Berlin des Staatlichen Kunsthandels der DDR. Begleitheft von Klaus Werner
- 1982: Galerie am Sachsenplatz, Malerei und Zeichnungen
- 1985: Galerie Christoph Kühl Hannover
- 1994: Leonhardi-Museum Dresden
- 1998: Galerie an Blauen Wunder Dresden
- 1999: Kleine Galerie Neschwitz
- 2001: Galerie art+form, Dresden, „Köpfe“
- 2002: Galleria Ventosa, Madrid
- 2002: Galerie Hellhof, Kronberg im Taunus
- 2003: Dottore: Im Strom der Zeit. Neuer Sächsischer Kunstverein, Dresden
- 2005: Dresdner Volksbank Raiffeisenbank in der Eschebach-Villa am Albertplatz Dresden. Einführung durch den Lyriker und Kunstkritiker  Bernhard Theilmann
- 2009: Kreisärztekammer Leipzig und der Kassenärztlichen Vereinigung Leipzig
- 2015: Galerie Döbele Dresden in zwei Folgen: „Dottore. Der Künstler“ war seinem Werk, „Dottore zum 80. Geburtstag“ seiner Sammlung gewidmet. Eröffnung durch Hans-Ulrich Lehmann

## Ausstellungsbeteiligungen (Auswahl)
- 1974: Schlossmuseum Gotha „Das grafische Bildnis in der DDR seit 1945“
- 1974: Albertinum (Dresden) „Zeichnungen in der Kunst der DDR“
- 1976: Galerie am Sachsenplatz Leipzig „Ausgewählte Handzeichnungen von Künstlern der DDR“
- 1977: Karl-Marx-Stadt. Galerie Oben „Dresdener Künstler“
- 1977: Leonhardi-Museum Dresden „Dresdener Kunst heute“
- 1978: Wroclaw, „Internationale Triennale der Zeichnung“
- 1978: Leonhardi-Museum Dresden „Kontraste“
- 1978: Galerie am Sachsenplatz Leipzig „Collagen, Frottagen, Montagen von Künstlern der DDR“
- 2018: Kleine Galerie Neschwitz (mit Paula Lauenstein)[5]

## Arbeiten in Museen
- Kupferstichkabinett Dresden
- Kupferstichkabinett Berlin
- Brandenburgisches Landesmuseum für moderne Kunst / Dieselkraftwerk Cottbus
- Kunstsammlungen Freital
- Kunstsammlungen Schwerin
- Schlossmuseum Gotha
- Sorbisches Museum Bautzen
- Wilhelm Busch – Deutsches Museum für Karikatur und Zeichenkunst in Hannover
- Museum der bildenden Künste Leipzig
- Staatliche Museen zu Berlin
- Eremitage (Sankt Petersburg)